# Saison 2015 de l'équipe cycliste 3M

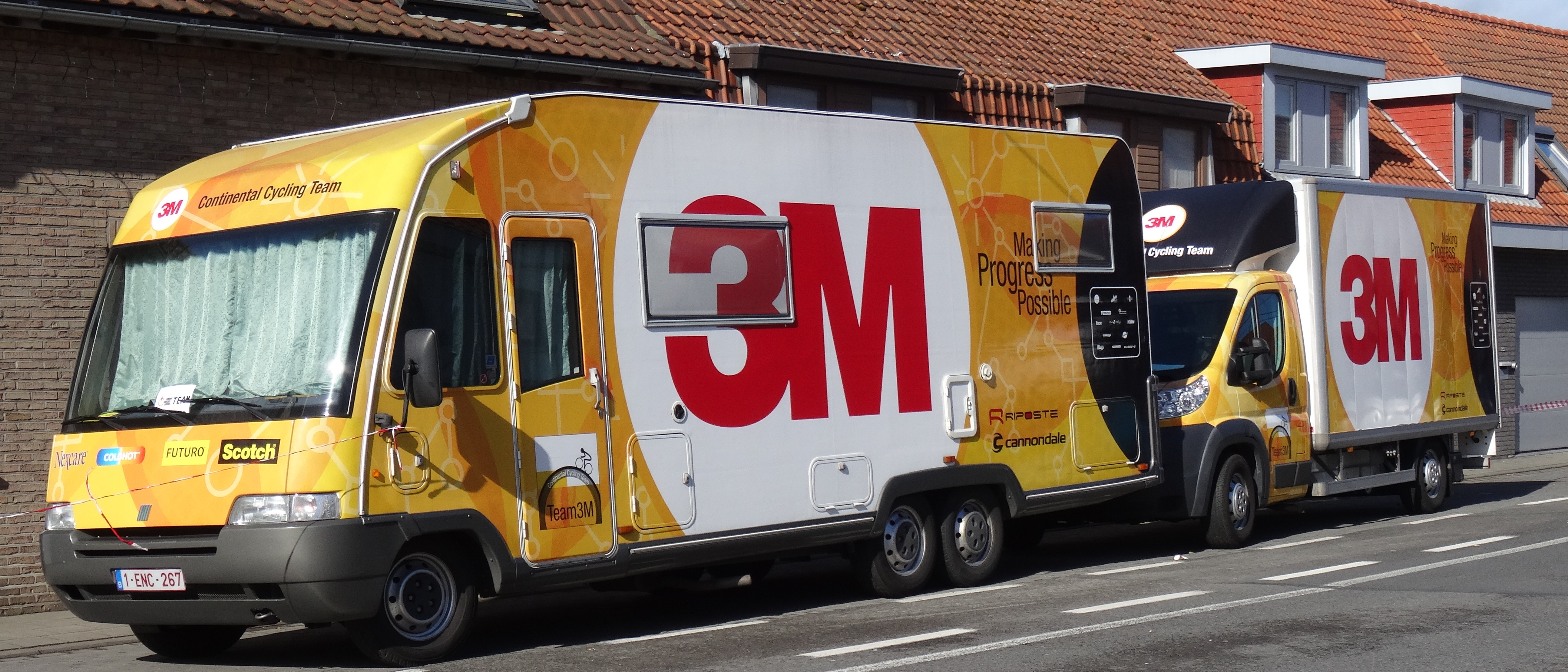
Le camping-car et la camionnette à Kuurne-Bruxelles-Kuurne 2015.

La saison 2015 de l'équipe cycliste 3M est la troisième de cette équipe.

## Préparation de la saison 2015

### Arrivées et départs
| Arrivées             | Équipe 2014                 |
| -------------------- | --------------------------- |
| Martijn Degreve      | EFC-Omega Pharma-Quick Step |
| Connor McConvey      | Synergy Baku Project        |
| Fabrice Mels         | Cibel                       |
| Kevin Panhuyzen      | Cécémel                     |
| Dimitri Peyskens     | Lotto-Belisol U23           |
| Elliott Porter       | Rapha Condor JLT            |
| Jack Sadler          | Rapha Condor JLT            |
| Jake Tanner          | Christina Watches-Kuma      |
| Geert van der Weijst | Jo Piels                    |
| Nicolas Vereecken    | Verandas Willems            |

| Départs             | Équipe 2015                   |
| ------------------- | ----------------------------- |
| Tom Devriendt       | Wanty-Groupe Gobert           |
| Gerry Druyts        | Vastgoedservice-Golden Palace |
| Gregory Franckaert  | Profel United                 |
| Egidijus Juodvalkis | Colba-Superano Ham            |
| Sebastiaan Pot      | Groot Amsterdam               |
| Jens Schuermans     |                               |
| Joren Segers        | Profel United                 |
| Timothy Stevens     | Vastgoedservice-Golden Palace |
| Kevin Van Hoovels   |                               |
| Stef Van Zummeren   | Verandas Willems              |
| Jens Vandenbogaerde | An Post-ChainReaction         |

## Coureurs et encadrement technique

### Effectif
| Cycliste             | Date de naissance | Nationalité | Équipe 2014                 |  |
| -------------------- | ----------------- | ----------- | --------------------------- |  |
| Jaap de Man          | 28 mars 1993      | Pays-Bas    | 3M                          |  |
| Gertjan De Vos       | 7 août 1991       | Belgique    | 3M                          |  |
| Martijn Degreve      | 14 avril 1993     | Belgique    | EFC-Omega Pharma-Quick Step |  |
| Jimmy Janssens       | 30 mai 1989       | Belgique    | 3M                          |  |
| Connor McConvey      | 20 juillet 1988   | Irlande     | Synergy Baku Project        |  |
| Fabrice Mels         | 17 août 1992      | Belgique    | Cibel                       |  |
| David Montgomery     | 27 juin 1995      | Irlande     | Chain Reaction CC           |  |
| Kevin Panhuyzen      | 24 juin 1994      | Belgique    | Cécémel                     |  |
| Dimitri Peyskens     | 26 novembre 1991  | Belgique    | Lotto-Belisol U23           |  |
| Elliott Porter       | 31 décembre 1991  | Royaume-Uni | Rapha Condor JLT            |  |
| Jack Sadler          | 25 janvier 1995   | Irlande     | Rapha Condor JLT            |  |
| Christophe Sleurs    | 25 juin 1990      | Belgique    | 3M                          |  |
| Jake Tanner          | 6 novembre 1991   | Royaume-Uni | Christina Watches-Kuma      |  |
| Geert van der Weijst | 6 avril 1990      | Pays-Bas    | Jo Piels                    |  |
| Dylan van Zijl       | 6 décembre 1994   | Pays-Bas    | 3M                          |  |
| Melvin van Zijl      | 10 décembre 1991  | Pays-Bas    | 3M                          |  |
| Tim Vanspeybroeck    | 8 mars 1991       | Belgique    | 3M                          |  |
| Nicolas Vereecken    | 21 février 1990   | Belgique    | Verandas Willems            |  |
| Emiel Vermeulen      | 16 février 1993   | Belgique    | 3M                          |  |
| Michael Vingerling   | 28 juin 1990      | Pays-Bas    | 3M                          |  |
| Stagiaire            | Date de naissance | Nationalité | Équipe 2015                 |  |
| Dick Janssen         | 1er août 1994     | Pays-Bas    | WV De Jonge Renner          |  |

Portraits
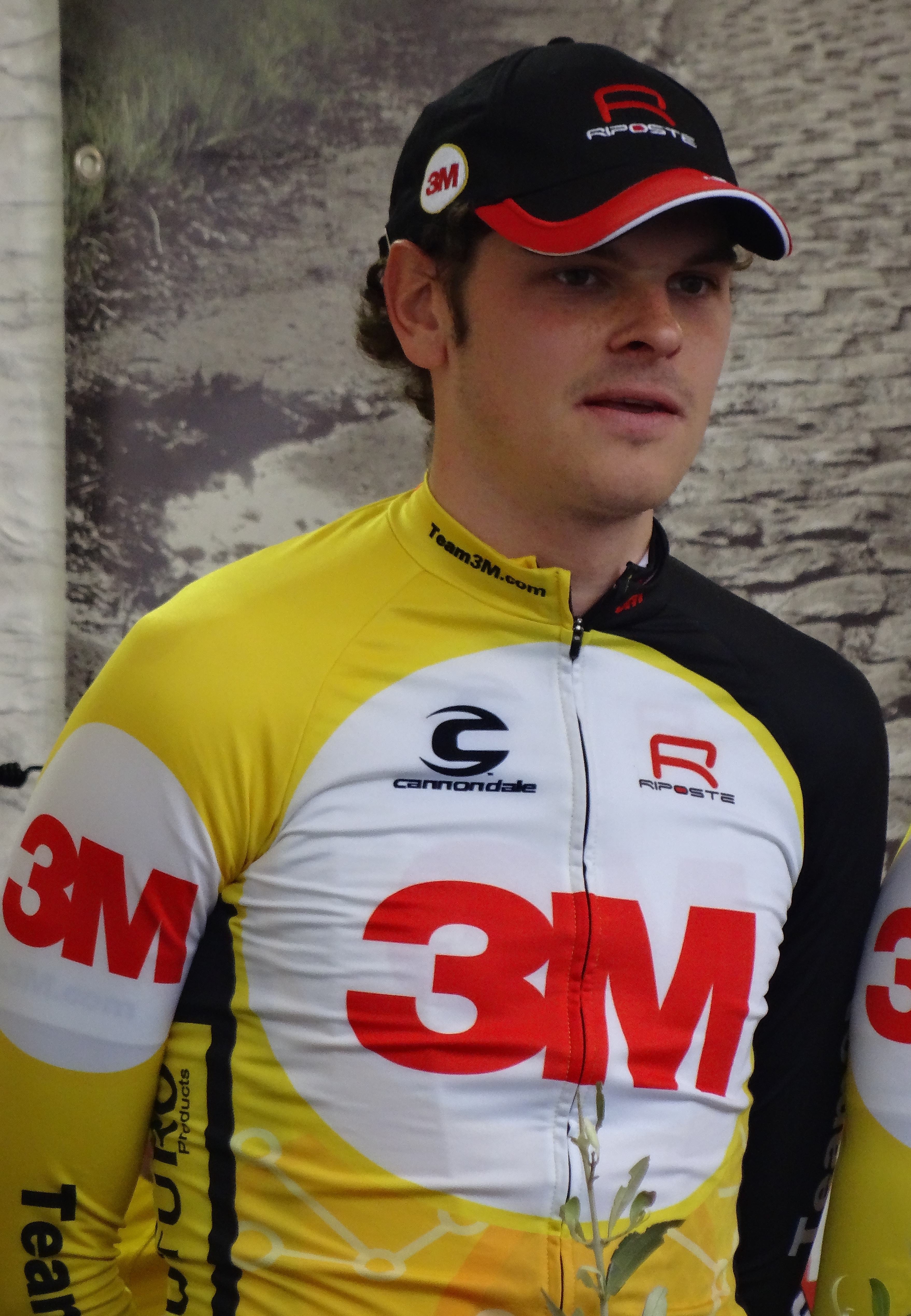
Tim Vanspeybroeck.
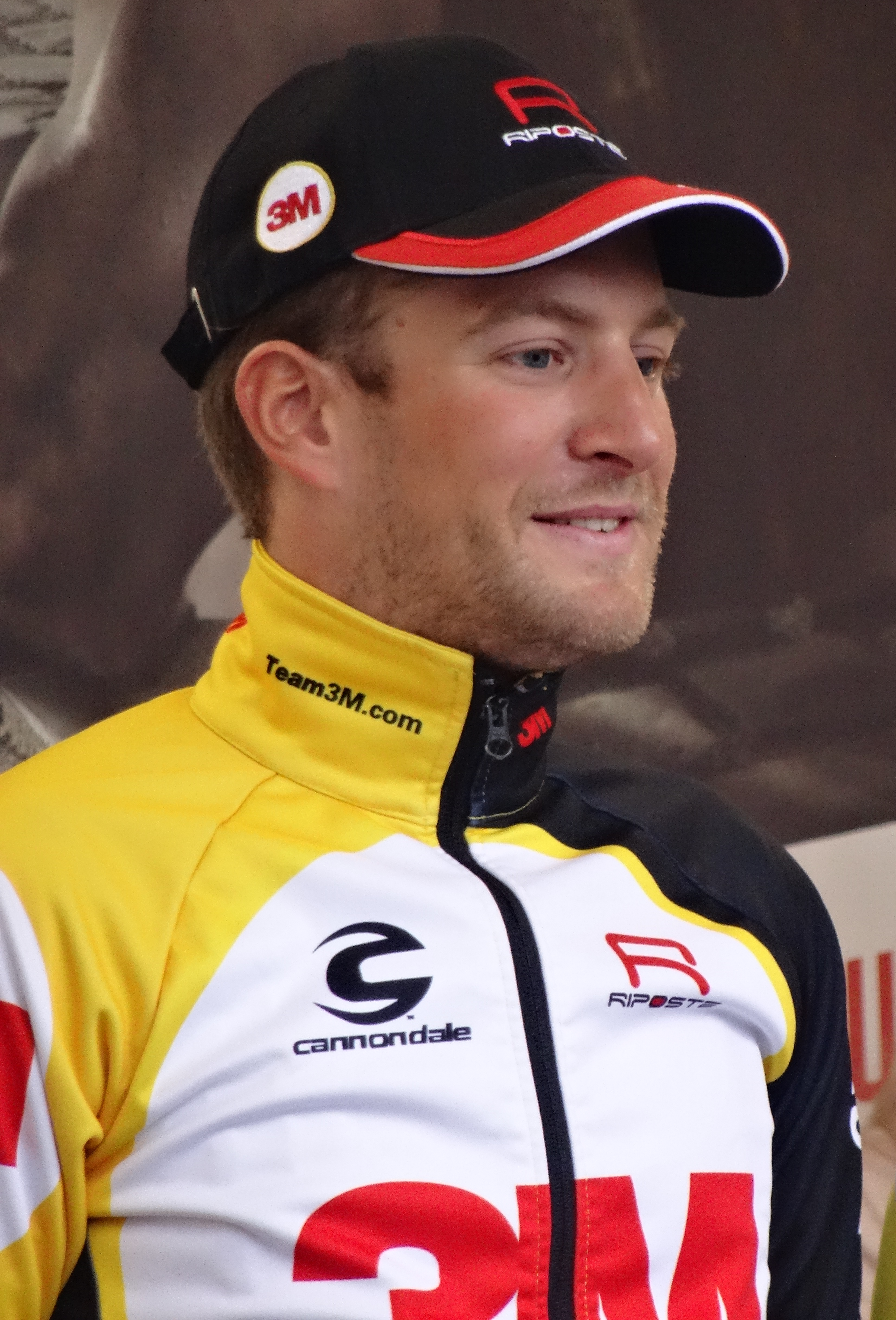
Nicolas Vereecken.

## Bilan de la saison

### Victoires
| Date       | Course                        | Pays     | Classe | Vainqueur            |
| ---------- | ----------------------------- | -------- | ------ | -------------------- |
| 15/03/2015 | Circuit du Pays de Waes       | Belgique | 1.2    | Geert van der Weijst |
| 27/03/2015 | 4e étape du Tour de Normandie | France   | 2.2    | Nicolas Vereecken    |

### Classement UCI

#### UCI Europe Tour
| Rang | Coureur | Points |
| ---- | ------- | ------ |